# Фабрицио Грило
Фабрицио Грило (на италиански: Fabrizio Grillo) е италиански футболист, защитник, състезател на ПФК ЦСКА (София).
Роден е на 2 февруари 1987 година в Рим, Италия.
Започва да се състезава в младежките формации на АС Рома. Подписва първи професионален договор в АС Рома, през 2006 година, когато е на 19 години.
През 2007 година е продаден в клубът от Сан Бенедето дел Тронто - АС „Семебентензе Калчо“, където изиграва 13 мача. Продаден е на отборът от Серия С - АС „Арецо“, където подписва договор до 2010 година. За „Арецо“ има 39 мача и 1 гол, като в края на 2009 година е преотстъпен на тимът от Серие В - АС „Кротоне“, където остава до 2010 година.
През лятото на 2010 година изтича договорът му с АС „Арецо“, а месец по-късно подписва професионален договор с ПФК ЦСКА (София), като свободен агент.